# 章懐皇后
章懐皇后（しょうかいこうごう、開宝元年（968年） - 端拱2年5月3日（989年6月8日））は、北宋の第3代皇帝真宗の最初の正室（即位前に没した）。姓は潘氏。

## 経歴
大名府大名県の人。忠武軍節度使の潘美の八女とも、潘美の孫娘（潘美の子の潘惟熙と趙徳芳の娘の興平郡主のあいだの娘）だったともされる。
雍熙2年（985年）閏9月、韓王趙恒（後の真宗）にとつぎ、莒国夫人となった。端拱2年（989年）5月、潘氏は早世した。真宗が即位すると、皇后の位を追贈され、「荘懐」と諡され、保泰陵に葬された。慶暦4年（1044年）11月、夫の諡を重ねて「章懐」と改諡された。

## 伝記資料
- 『宋史』真宗章懐潘皇后伝「真宗章懐潘皇后、大名人。忠武軍節度使美第八女。」
- 『宋史』潘美伝「子惟徳至宮苑使、惟固西上閣門使、惟正西京作坊使、惟清崇儀使、惟熙娶秦王女、平州刺史。惟熙女即章懐皇后也。美後追封鄭王、以章懐故也。」
- 『潘氏家譜』
- 『宋会要輯稿』

## 話本と京劇における形象
- 『楊家将』：潘妃